# Yoko Ono/Plastic Ono Band
Yoko Ono /Plastic Ono Band ist das erste Solo-Studioalbum von Yoko Ono. Gleichzeitig ist es einschließlich der drei Avantgarde-Alben mit ihrem Ehemann John Lennon und des Livealbums der Plastic Ono Band das insgesamt fünfte Album Yoko Onos. Es wurde am 11. Dezember 1970 in Großbritannien und in den USA veröffentlicht.

## Entstehungsgeschichte
Vor Erscheinen des ersten Studioalbums Yoko Ono /Plastic Ono Band veröffentlichten Yoko Ono und John Lennon unter den Bezeichnungen Plastic Ono Band sowie John Lennon (Yoko Ono) with the Plastic Ono Band drei Singles, wobei Yoko Ono jeweils die B-Seite und John Lennon die A-Seite und besang:
- Give Peace a Chance / Remember Love (Plastic Ono Band – Erscheinungsdatum: 4. Juli 1969 [USA: 7. Juli 1969])[1]
- Cold Turkey / Don’t Worry Kyoko (Mummy’s Only Looking for a Hand in the Snow) (Plastic Ono Band – Erscheinungsdatum: 17. Oktober 1969 [USA: 20. Oktober 1969])[2]
- Instant Karma! (We All Shine On) / Who Has Seen the Wind (John Lennon (Yoko Ono) with the Plastic Ono Band – Erscheinungsdatum: 6. Februar 1970 [USA: 20. Februar 1970]).[3]

Keine der Single-B-Seiten sollte für das erste Album von Yoko Ono verwendet werden.
Ab April 1970 unterzogen sich Yoko Ono und John Lennon in London für vier Wochen der Primärtherapie bei Arthur Janov, es folgten vier weitere Monate in Los Angeles in Kalifornien.
Arthur Janov entwickelte die psychotherapeutische Behandlungsmethode der Primärtherapie. Diese basiert auf der Annahme, dass frühkindliche katastrophale schmerzhafte (traumatische) psychobiologische Erfahrungen und Erlebnisse die gesamte Entwicklung und das spätere Leben von Menschen nachhaltig negativ beeinflussen können und dass durch das Wiedererleben dieser Erfahrungen und Erlebnisse ihre negativen Auswirkungen gemildert und verringert werden können.
Die Aufnahmen zum John-Lennon-Album John Lennon/Plastic Ono Band, das textlich wesentlich von der Primärtherapie beeinflusst war, begannen zwei Tage nach der Rückkehr aus den USA am 26. September 1970 und endeten am 27. Oktober 1970.
Während der Aufnahmesessions wurde am 8. Oktober 1970 auch das Album Yoko Ono/Plastic Ono Band von Yoko Ono fertiggestellt, das als Gesamtheit ebenfalls von der Primärtherapie beeinflusst wurde. Die Musik des Albums wirkt improvisiert und noch minimalistischer als beim Album von John Lennon. Yoko Ono erwähnt im Begleittext zur CD London Jam der Onobox, dass die Lieder aus Jamsessions ohne vorheriges Üben entstanden sind und im Nachhinein musikalisch nichts verändert wurde, außer dass Zuggeräusche (bei Paper Shoes) hinzugefügt wurden. „John und ich fühlten, dass wir zusammen ‚Neue Musik‘ geschaffen hatten, eine Mischung aus Avantgarde-Jazz Rock  und aus Ost und West“.
Das Lied AOS gehört nicht zu den originären Aufnahmen des Albums, es wurde am 29. Februar 1968 während einer Probe zu einem Konzert von Yoko Ono in der Royal Albert Hall aufgenommen. Bei Greenfield Morning I Pushed an Empty Baby Carriage All Over the City wurde ein Tonband benutzt, bei dem  George Harrison Sitar spielt, Thematik des Liedes sind die beiden Fehlgeburten von Yoko Ono. Das Lied Paper Shoes basiert im ersten Teil des Liedes auf Zuggeräuschen, dieser Rhythmus wird anschließend beibehalten. Die Texte der Lieder sowie der Gesang wirken ebenfalls improvisiert und bestehen oftmals nur aus einem Wort (Why, Why Not, Paper Shoes und Touch Me) oder/und aus Geräuschen, die in unterschiedlichen Tonlagen von Yoko Ono vorgetragen werden.

## Cover
Die Covergestaltung erfolgte von John Lennon und Yoko Ono. Das Coverfoto stammt von Dan Richter.

## Titelliste
Alle Titel des Albums wurden von Yoko Ono komponiert.
Seite 1
1. Why – 5:37
2. Why Not – 9:55
3. Greenfield Morning I Pushed an Empty Baby Carriage All Over the City – 5:38

Seite 2
1. AOS – 7:06
2. Touch Me – 4:37
3. Paper Shoes – 7:26

CD-Bonustitel (1997/2016)
1. Open Your Box – 7:35 (1997/2016)
2. Something More Abstract – 0:44 (1997/2016)
3. Why (Extended Version) – 8:41 (2016)
4. The South Wind – 16:38 (1997/2016)

## Wiederveröffentlichungen
- Die Erstveröffentlichung des vollständigen Albums im CD-Format erfolgte von Rykodisc Records am 20. Mai 1997 und beinhaltet drei zusätzliche Lieder, wobei nur Something More Abstract von den Aufnahmesessions stammt. The South Wind ist ein akustisches Demo, von John Lennon und Yoko Ono eingespielt. Open Your Box wurde in der gleichen Besetzung, wie das Album Yoko Ono /Plastic Ono Band, in den Trident Studios eingespielt. Die Aufnahmedaten der beiden letzten Titel werden im CD Begleitheft nicht aufgeführt. Die CD-Veröffentlichung wurde von George Marino und Rob Stevens in den Sterling Sound Studios neu remastert.[4]
- Am 11. November 2016 wurde das erneut remasterte Album als CD[5] und Vinyl-Langspielplatte (auf schwarzem[6], weißem[7] und klarem[8] Vinyl gepresst) auf den Labeln Secretly Canadian / Chimera Music veröffentlicht. Die CD wurde von Greg Calbi und Ryan Smith, das Vinylalbum wurde von Greg Calbi und Sean Lennon remastert. Die CD wurde in einem aufklappbaren Pappcover vertrieben. Das Lied Why (Extended Version) wurde im Jahr 2014 von Paul Hicks abgemischt. Der CD liegt ein zwölfseitiges bebildertes Begleitheft bei, das Information zum Album enthält.
- Am 23. April 2021 erschien die bisher inhaltlich umfangreichste Wiederveröffentlichung der John Lennon/Plastic Ono Band-Aufnahmen. Die Lieder des Albums wurden von Paul Hicks in den Abbey Road Studios und den The Hix Factory Studios neu abgemischt. Das Box-Set beinhaltet sechs CDs und zwei Blu-Ray Discs, auf den beiden Blu-ray Discs befindet sich unter anderen die Livesessions zu den Aufnahmen des Albums Yoko Ono/Plastic Ono Band:[9]

1. Why
2. Why Not
3. Greenfield Morning I Pushed An Empty Carriage All Over The City
4. Touch Me
5. Paper Shoes
6. Life
7. Omae No Okaa Wa
8. I Lost Myself Somewhere In The Sky
9. Remember Love
10. Don’t Worry Kyoko
11. Who Has Seen The Wind

## Single-Auskopplungen

### Why
Als Single-B-Seite wurde in den USA und Deutschland am 28. Dezember 1970 Mother (editierte Version) (von John Lennon) / Why (editierte Version) (von Yoko Ono) aus dem Album ausgekoppelt.

### Touch Me
In den USA erschien am 22. März 1971 die Single Power to the People (von John Lennon) / Touch Me (von Yoko Ono).

## Chartplatzierungen
| ChartsChartplatzierungen       | Höchstplatzierung | Wochen |
| ------------------------------ | ----------------- | ------ |
| Vereinigte Staaten (Billboard) | 182 (3 Wo.)       | 3      |